# 鶴澤友次郎
鶴澤 友次郎（つるさわ ともじろう）は、義太夫節三味線方の名跡。鶴澤友治郎や鶴澤友二郎とも表記する。
抑鶴澤氏友治郎之名義たるや其由来此巻に判然として三二検校に始ると云り、頗三弦の妙手にあらざれば此名跡を継を許さゞるを確き則とす。一、鶴澤友郎（※ママ　鶴澤友治郎）は前名三二と云し御人正徳享保の頃盛んにして鶴澤の元祖也。此名前殊の外大切なり。容易に相続すべからず。弟子共芸道相応に相成相続致度節は、大坂表三味線の長たる人に相談の上相続すべし。未熟の芸にて気儘に相続決て不相成又他人たり鶴澤家にて時に応じ芸道上達人名前所望致候節は譲るべし。併相続後勝手に外々へ名前譲り候事無之様弟子共より相守可申又名前相続人無之節は弟子中え名前預り相守可申事ー『増補浄瑠璃大系図』

## 初代
（生年不詳 - 寛延2年7月24日（1749年9月5日））
初代鶴澤三二　⇒　初代鶴澤友次郎（友治郎・友二郎）
竹本座二代目の三味線筆頭。鶴澤派（姓）の創始者。盲人であり元は三二検校といった。
「（竹澤）権右衛門の門弟なれども、自ら氏を鶴澤の一派に立る是鶴沢の元祖なり」「師匠権右衛門も追々老衰に及び三二に立三弦を譲り引込れし後」-『増補浄瑠璃大系図』等の、竹本座初代の三味線筆頭である竹澤権右衛門の門弟とする資料もあるが、「竹澤の千尋のかげに遊ぶ鶴澤の千年までもこの流久しかれ」「権右衛門との年差二十以上は確かであらうが、親子ほどの隔りはあっても、子飼の弟子でないのは勿論、特に教を請うたこともなく、寧ろ親善関係を恠しませる形跡さへ窺へる。竹本座の入座に当たつて幾何かの世話を請けたにせよ、その交道は相識間の長者に対する礼意と情誼に尽きるのではあるまいか。「権右衛門の門弟なれども、自ら氏を鶴澤の一派に立つ」といふ「三味線系譜」の筆遣ひには含みがある。彼は竹澤より姓を分たれたのではく、鶴澤姓を自立したのである。（略）三二に対して権右衛門は一字の師であっても、権右衛門に取って三二は執贅の門人ではないのであろう。何人を師伝とするとしても、三二の技倆はすでに入室の域に迫っていたからである。」と、『当流浄瑠璃三味線の人人』にある通り竹澤から鶴澤が分かれたのではく鶴澤姓を創始した。
『増補浄瑠璃大系図』は「貞享の頃より師に随ひ西の芝居脇場を勤る」とするが、しかし、『鸚鵡籠中記』の正徳2年（1712年）4月22日に「蜆川新地に而曽根崎の方豊竹若太夫、三井寺開帳、下の巻の間に若太夫井竹沢三二盲人三弦・辰松八郎兵衛弟幸介等舞台へ出て、白人三部経を語る」とあり（『義太夫年表近世篇』）豊竹座の舞台に出座していたとの記述もある。
しかし、『三味線の人人』によれば、『三味線の人人』は、正徳4年（1714年）4月竹本座 近松門左衛門作『相模入道千疋犬』を初出座とし「賓客を迎うるが如き厚遇の下に、その四段目口の一場を受け持つことになった。恐らくこれが彼の初舞台であらふ。」と記す。『相模入道千疋犬』四段目口の「神おろし」の景事の本文に「奴隷下部に至るまで男の通ひを禁制し、鶴澤とふ琵琶師盲人は苦しからじとて。」「忝くも某は源氏嫡嫡の嫡流。新田殿の郎党名張八郎為勝といふ新米座頭。」とあることから、以前の出座があった可能性を考慮しても、この『相模入道千疋犬』四段目口が鶴澤三二の竹本座での披露であったことは間違いなく、「三味線を眼目とする手のこんだ「神おろし」の景事曲に、得意の腕を存分に揮はせたあとで、偽狂女に嬲られながら逃げ惑ふおどけ坊主の鶴澤座頭を、櫃中の一轉、辯慶紛ひの豪快な名張八郎と再現させ、その口から新米座頭の名告に、入座の披露を満場に鳴り響かせる変通自在な趣向は、三二を印象づけるために至れり尽せりの膳立で、到底近松の筆先の綾とばかり簡単には受取れぬ。（略）「三二検校ともいはれしほどの盲人」で、検校としての名望実力が至高絶倫であったにせよ、興行上には未だ寸毫の功労もなく、「竹澤の千尋のかげに遊ぶ鶴澤」に過ぎない彼を、群鶏中の一鶴と祭りあげ、事々しく花を持たせ高く買ってゐる竹本座の歓待ぶりは何事ぞや。他に複雑なる事情の伏在を推測してもその真因は追及し難いが、この破天荒な抜擢に次いで権右衛門の退座が具現されたとすると、両者の関係にいかにして暗雲の低迷を否み得ないのである。しかもその中にも亦た竹本座が三二のために新姓を謳歌してゐることは、やがて当流三味線業者間に一脈の習性を作って、冠澤の改姓運動を進める先端を開いたのではないかといふ疑をも挟ませるのであるが、要するに鶴澤・野澤・豊澤の三派が、極めて短き一画期に出現したその理由を認識することに、権右衛門との師弟関係を解決する唯一の鍵は存するであろう」と細川景正は指摘している。
正徳5年（1715年）11月竹本座 近松門左衛門作『国性爺合戦』からは竹本座二代目の立三味線となり、3年越し17ヶ月の世界初のロングラン公演をもたらした。『増補浄瑠璃大系図』によれば、初代政太夫の語った三段目 切と竹本頼母らが語った九仙山の二場を弾いた。後に二代目義太夫を継いだ竹本座二代目櫓下の初代政太夫を二代目の立て三味線として弾いた。
享保5年（1720年）正月竹本座『国性爺合戦』で三二事初代鶴澤友二郎（友次郎・友治郎）を襲名。九仙山を弾いた。
享保17年（1732年）4月竹本座『用明天皇職人鑑』「鐘入りの段」で初代政太夫を弾く。この「鐘入りの段」は出語り・出遣いの始まりと言われる。
『義太夫年表近世篇』によれば、祐田『邦楽年表近世篇』への書入れに「鐘入りのだん 三味線 三二事鶴澤友治郎」と、この時を初代友治郎の襲名としているが、前述の通り襲名は享保5年（1720年）である。
元文元年（1736年）2月竹本座 では初代政太夫事二代目義太夫の竹本上総少掾受領記念『天神記冥加の松』で上総少掾を弾いた。この時に「此時受領祝として芝居の表へ進物を初て飾るなり」と、初めて進物を劇場の表に飾った。
延享元年（1744年）竹本播磨少掾没後、播磨少掾追善として「八曲筐掛絵」が上演され、立三味線を勤めた。
「播磨少掾死去の後、浄瑠璃のれつを定め、初段の切錦太夫、弐の切政太夫、三の切此太夫、四の切島太夫、其外紋太夫・百合太夫・杣太夫・其太夫、いづれも浄瑠璃の高下にて役場を割、三絃は鶴沢友次郎・同平五郎、人形は吉田文三郎・同才次・桐竹助三郎・同門三郎・山本伊平次、是らにて相勤たり」と、竹本座の陣容が定まった記述が『浄瑠璃譜』にあり、後に二代目鶴澤三二を襲名する門弟の平五郎を二枚目に、播磨少掾没後も立三味線を勤めたことがわかる。
『浪花其末葉』の鶴澤友次郎評に「播磨殿此世を去り給ふ砌。此人も芝居御引にていかゞなられしと思ひしに。去々年（延享二年）陸竹芝居京都へ登ル折から。一ヶ月御つとめ。佐和太夫殿と（『用明天皇職人鑑』の）鐘入りの出語り。都にてお上手の評判」とある。
寛延2年（1749年）7月24日没。最後の舞台は同年4月竹本座『粟島譜嫁入雛形』、大切 出語り竹本大隅掾 ワキ竹本千賀太夫 三絃 鶴澤友次郎であった。
折しも命日の7月24日は竹本座で『双蝶々曲輪日記』の初日が開いた日であった。華々しいデビューから1年で竹本座の二代目の立三味線となって以来、没するまで竹本座の立三味線を勤め続けた。
門弟には、初代大西藤蔵（鶴澤本三郎）、鶴澤文蔵（二代目友次郎）、二代目鶴澤三二、鶴澤重次郎、初代鶴澤寛治、鶴澤市太郎、鶴澤名八他がおり、『三味線の人人』は「僂指にあまる後世立物の逸材を麾下に揃へた寛厚に於ても（竹澤）権右衛門を凌ぐ大器量人」と評している。

## 二代目
（生年不詳 - 文化4年10月3日（1805年11月2日））
初代友次郎の門弟で初代鶴澤文蔵。1763年12月に竹本座の櫓下。1781年の評判記には至極上々吉惣巻頭まで位置づけされる。1800年に2代目友次郎を襲名も活動・出演記録なかった。
「妹背山婦女庭訓」等を作曲。
通称「児島屋」。

## 三代目
（寛延元年（1748年） - 文政9年7月22日（1826年8月25日））
初代大西清二郎（清治郎・清次郎） ⇒ 初代鶴澤清二郎（清次郎） ⇒ 初代鶴澤清七 ⇒ 三代目鶴澤友次郎
初代大西藤蔵門弟。後に初代鶴澤文蔵（二代目鶴澤友次郎）門弟。
宝暦10年（1760年）7月竹本座『極彩色娘扇』で、当時竹本座第三代の三味線筆頭であった初代大西藤蔵の門弟として、初代大西清治郎として初出座。
この後名跡として継承された表記は清二郎であるが、この番付には清治郎とあり、また清次郎とするものもあり、様々な表記がある。
没年から換算すると13歳での初出座であると『三味線の人人』は記している。
翌宝暦11年（1761年）7月刊行『竹の春』には竹本座所属の三味線弾きとして大西清次良と記されている。
以降、『義太夫年表近世篇』では出座が確認できない。師藤蔵に従い、東下りをしたものか、年齢的に修行の道を歩んだのかは不明。（『三味線の人人』は師藤蔵の東下りには従っていないとする）
宝暦13年（1763年）師藤蔵が江戸境町外記座の座元となる。それに伴い、同門の大西文吾、文次郎と共に師藤蔵の同門（初代友次郎門弟）の初代鶴澤文蔵の門弟となり、鶴澤姓を名乗り、初代鶴澤清次郎となる。
明和4年（1767年）5月竹本座『四天王寺稚木像』の番付に鶴澤清次郎の名がある。三味線筆頭は師初代鶴澤文蔵である。同年12月竹本座『三日太平記』初代中太夫事三代目竹本政太夫の襲名披露の番付には鶴澤清二郎とある。以降も、清二郎・清次郎・清治郎の表記で番付に名前がある。
同年の竹本座退転以降も、師文蔵に従い、竹本座系統の諸座へ出座した。『増補浄瑠璃大系図』は「和の頃改名致す通称松屋と云也」と、明和年間に初代鶴澤清七へ改名したとするが、安永元年（1772年）8月竹本座「とりあへず見取浄瑠璃」の上二枚目に鶴澤清次郎の名がある。（師匠文蔵は初代綱太夫の『平家女護島』二段目切を弾いた）以降は詳細は不明ながらも、『義太夫年表近世篇』では出座が確認できない。
安永9年（1780年）7月北新地西ノ芝居竹田万治郎座の番付に鶴澤清次郎の名前がある。天明元年（1781年）4月、ひらがなによる三味線譜を用いて『音曲萬留日記』『音曲萬合日記』『義太夫節合控帳』を編集する。
天明元年（1781年）10月以前稲荷芝居豊竹与吉座『芦屋道満大内鑑』の番付に鶴澤清次郎がある。
『義太夫年表近世篇』に天明元年（1781年）8月16日鶴澤清次郎没。行年二十五歳。法名釋円寂とある。しかし、翌天明2年（1872年）に鶴澤清七と改名しているため、清七とは別人である。
天明2年（1872年）9月（前後）稲荷芝居豊竹駒太夫座に鶴澤清七の名前があり、これが鶴澤清七で出た最初の芝居である。
『三味線の人人』は、清次郎から鶴澤安次郎に改めたとし、天明元年（1781年）9月北堀座『合詞四十七文字』の番付の鶴澤安次郎を初代清七その人としている。鶴澤安次郎は初代清七の倅が後に名乗る名前である。
天明6年（1786年）道頓堀東芝居竹本座『彦山権現誓助剣』の三味線筆末に鶴澤清七とある。筆頭は竹澤鶴佐和。
天明7年（1787年）道頓堀東芝居豊竹座『韓和聞書帖』の四代目三二事二代目鶴澤蟻鳳襲名では下二枚目に鶴澤清七とある。
寛政元年（1789年）5月北堀江市の側芝居豊竹此母座では三味線筆頭に昇格。『博多織恋オモニ（金へんに荷）』の下の巻 切の豊竹内匠太夫を弾いた。
文化4年（1807年）5月5日道頓堀角丸芝居「元祖竹本義太夫百廻忌追善浄瑠璃」に三味線筆頭として出演。太夫の筆頭は三代目竹本政太夫。三味線の三枚目には弟子の初代伝吉がいる。
『義太夫年表近世篇』で確認できる最後の出座は、文化5年（1808年）2月道頓堀大西芝居で三味線筆頭に鶴澤清七の名がある。
文化6年（1809年）の見立番付では東大関に位置している。以降は門弟鶴澤伝吉が道頓堀大西芝居等の三味線筆頭となっている。
文政元年（1818年）の見立番付には世話人となっている。
文政9年（1826年）の見立番付では行司清七改鶴澤友治郎とあり、三代目鶴澤友治郎を襲名したことが確認できる。これは、師初代文蔵が見切遺言により二代目友治郎を名乗り、師の遺言で初代清七が三代目友治郎を継いだ。前述の通り既に舞台からは退いており、師二代目同様に三代目友治郎として舞台には立っていない。友治郎の四代目は孫弟子の二代目伝吉が襲名し、初代以来94年ぶりに友治郎として舞台に上がった。
文政9年（1826年）7月22日没。戒名は徳誉教清禅定門。
『増補浄瑠璃大系図』には、
「文化八九年の頃迄勤められしが、多病にて引込て遺言有事にて友次郎名前継事に成て
鶴澤友次郎譲り受相続致是三代目也此時分住居は高麗橋二丁目にて文政に至て此処にて
終に故人となられし
干時文政九年丙戌七月二十二日
法名　徳誉教清禅定門
石碑は倅安次郎始門弟中より建てられしが寺は中町地蔵坂傍りとて不詳」
とある。
初代清七は三味線の譜（朱章）を発明した人として名高く、通説によれば、13歳の時に三味線の譜を考案し始めたといわれる。しかし、『三味線の人人』は大西姓の間の三味線譜の考案はありえないとしている。それは、清七を譜（朱章）に発明に向かわしめたのは、師である初代文蔵にあるとしているからで、そのため、譜（朱章）について考え始めるのは、文蔵の門弟となり初代鶴澤清二郎と改めて以降であるから、その改姓を13歳とすると初舞台が4,5歳となるためである。また、朱章の発祥は享保年間の京都野崎検校の門人・座頭信都の『三十六聲麗の塵』であるとしている。それを清七が発展させたとする。
また、『三味線の人人』は天明元年（1781年）に編集された初代清七の自筆章本が二見家（二代目越路太夫・摂津大掾遺族）に伝わり、二代目鶴澤清八も同種の本を「文楽展」に出展、六代目鶴澤友次郎が文政5年（1822年）に初代清七が自ら描いたとされる師初代文蔵の肖像画を所蔵している旨が記されている。

## 四代目
初代鶴澤豊吉 ⇒ 二代目鶴澤伝吉 ⇒ 四代目鶴澤友次郎
初代清七門弟。師の没後は三代目文蔵（初代伝吉）の門弟。初代鶴澤亀助の息子。通称を籠島屋。「初代清七門弟にて亀助の悴也通称籠島屋と云なり文化五年より師に随ひ芝居へ修行」と『増補浄瑠璃大系図』にある。ここで亀助とあるのは、鶴澤亀助のことで、初代鶴澤仲助の門弟である。仲助は初代文蔵の門弟である。「鶴沢亀助仲助門弟にて大坂住人なり四代目友治郎之父也」と『増補浄瑠璃大系図』にある。
確かに文化5年（1808年）道頓堀大西芝居『岸姫松轡鑑』他に竹澤豊吉の名があり、『増補浄瑠璃大系図』と一致するが、竹澤であることから、この豊吉であるかは断定できない。三味線筆頭は師清七である。文化8年（1811年）9月稲荷境内『日本王代記』に鶴澤豊吉の名がある。文政8年（1825年）には兄弟子初代伝吉が筆頭を勤める座摩境内の芝居で筆末となっている。
天保2年（1831年）正月京四条南側芝居太夫竹本綱太夫『本朝廿四孝』他で豊吉事二代目鶴澤伝吉を襲名。同年3月御霊社内『二世紫吾妻内俐裡』にて三味線筆頭に名を連ね豊吉事二代目鶴澤伝吉を襲名。これ大坂での襲名披露である。以降も、兄弟子三代目文蔵が出座の場合には筆頭を譲っているが、それ以外では御霊の芝居で三味線筆頭を勤めている。
天保3年（1832年）「三ヶ津太夫三味線人形見立角力」では「豊吉事鶴澤伝吉」と東前頭筆頭に位置している。天保7年（1836年）『三ヶ津太夫三味線人形改名師第附』に「先鶴澤清七門弟後文蔵門弟　豊吉改　鶴澤伝吉」とある。
同年5月御霊境内『ひらかな盛衰記』他に出座して以降は、番付から鶴澤伝吉の名前が消える。見立て番付では西の関脇に位置するものの、出座がなく、天保12年（1841年）に全快にて出勤しているから、病気による休座であったことがわかる。
天保12年（1841年）8月御霊芝居『菅原伝授手習鑑』他が帰阪の初代竹本勢見太夫、病気全快の二代目鶴澤伝吉を祝う新たな座組での興行で「鶴沢伝吉義永らく病気二而引こもり居申候所此節全快仕候ニ付此者義も御進メにより未タうゐうゐ敷候得ども押而出勤仕候」と口上にある。
天保14年（1843年）12月道頓堀若太夫芝居 太夫竹本染太夫『祇園祭礼信仰記』他で二代目伝吉改四代目鶴澤友次郎を襲名。当初出た番付には三味線筆頭が鶴澤伝吉であり、別番付に伝吉改四代目鶴澤友治郎とある慌ただしい襲名披露となった。
これは、門弟29歳の鶴澤庄次郎が当時の大立物である四代目竹本綱太夫の相三味線を勤めることとなり、庄次郎の名前では紋下を弾くには不釣り合いであるために、庄次郎の師匠である二代目鶴澤伝吉に掛け合い、伝吉の名を三代目として庄次郎に譲らせ、二代目伝吉には大名跡である鶴澤友次郎を四代目として襲名させた。あまりに急なことで大坂若太夫芝居は「鶴澤伝吉」で看板と番付を作成済であったが、綱太夫は看板と番付を「鶴澤友次郎」に書き直させたという。若太夫芝居の紋下である五代目竹本染太夫（後の竹本越前大掾）をも承諾させるほど四代目綱太夫の力は強かった。二代目友治郎は初代鶴澤文蔵、三代目鶴澤友治郎は、初代鶴澤清七が名乗ったとはされているが、いずれも引退後の襲名（見切遺言）によるもので、鶴澤友治郎の名で芝居に出たわけではない。初代友次郎の最後の出座並びに没年は寛延2年（1749年）であり、それ以来94年ぶりに鶴澤友次郎が芝居に出ることになった。『増補浄瑠璃大系図』によれば、この時爪先鼠の段を友次郎が弾いており、太夫は初代竹本勢見太夫である。同年の見立角力では西大関まで登り詰めている。
「出勤致されしが茶道に深く熱心にて後には出勤も遠ざかり引込慰みがてらの商業を致楽しくらす中にもいついつ迄も忘れやらぬは芸道にて折々は門弟衆又は執心なる衆を呼て芸の故実杯教訓致され」と『増補浄瑠璃大系図』にあり、友治郎襲名以降は熱心な芝居への出座はなかった。
文久元年（1861年）12月10日没。戒名は釋豊信。俗姓籠島屋豊蔵。妻なみと墓碑にある。神号：宇知昇佐保幸神。
五代友治郎其恩報の志有て四代友治郎に生国魂精鎮社え納て神号を頂く　宇知昇佐保幸神（ウチノポルサホサキノカミ）四代目友次郎ｰ『増補浄瑠璃大系図』

## 五代目
野澤小庄 ⇒ 鶴澤庄次郎 ⇒ 三代目鶴澤伝吉 ⇒ 五代目鶴澤友次郎 ⇒ 五代目野澤喜八郎 ⇒ 五代目鶴澤友次郎
三代目野澤喜八郎門弟（幼少期）。後に二代目鶴澤伝吉（四代目鶴澤友次郎）門弟となる。
本名：清水友次郎。通称：建仁寺町。文化12年（1815年）京都に生まれる。『野澤の面影』によれば、三代目喜八郎は初舞台が宝暦元年（1751年）であり、安永5年（1776年）には既に舞台から退いているため、文化12年（1815年）生まれの者の入門とあれば、よほどの幼少期の事となる。文政13年（1830年）15歳の時に、大坂に出て、二代目鶴澤伝吉（四代目鶴澤友次郎）の門弟となり、鶴澤庄次郎となる。
天保5年（1834年）3月備中宮内芝居の番付に鶴澤庄次郎の名前がある（筆頭は師匠二代目伝吉）。以降、天保9年（1838年）3月京誓願寺芝居、同年10月四条道場芝居太夫竹本綱太夫の芝居で、四代目綱太夫の一座に加わっている。天保11年（1840年）7月御霊社内芝居太夫竹本綱太夫『木下蔭狭間合戦』他の三味線筆末に京 鶴澤庄治郎とある。山城少掾の番付書き込みに「京鶴沢庄治郎トアルハ二代伝吉ト成後年五世友治郎トナラレシ人」とある。当時は四代目竹本むら太夫を弾いており、天保12年（1841年）正月四条北側大芝居太夫竹本綱太夫『妹背山婦女庭訓』では御殿の段 切を語る四代目竹本むら太夫の横に別書きされている。この頃の改名録に「野澤勝次郎改　鶴澤庄次郎」とあるが誤りである。
天保15年（1844年）正月京宮川町芝居 太夫竹本綱太夫『義経千本桜』『けいせい博多織』にて、庄次郎改三代目鶴澤伝吉を襲名。四代目綱太夫の相三味線の披露による襲名であることから、四代目綱太夫役場である渡海屋の段 中、すしやの段を弾いた。「鶴沢庄治郎二代目伝吉ヲ襲名後ニ五世友治郎名跡相続ス通称建仁寺町迚名高シ四世竹本綱太夫之引立ニ預ルト常ニ申サル、」と山城少掾が番付に書き込んでいる。
この三代目伝吉の襲名は、当時29歳の鶴澤庄次郎が当時の大立物である四代目竹本綱太夫の相三味線を勤めることとなり、庄次郎の名前では紋下を弾くには不釣り合いであるために、庄次郎の師匠である二代目鶴澤伝吉に掛け合い、伝吉の名を三代目として庄次郎に譲らせ、二代目伝吉には大名跡である鶴澤友次郎を四代目として襲名させた。あまりに急なことで大坂若太夫芝居は「鶴澤伝吉」で看板と番付を作成済であったが、綱太夫は看板と番付を「鶴澤友次郎」に書き直させたという。若太夫芝居の紋下である五代目竹本染太夫（後の竹本越前大掾）をも承諾させるほど四代目綱太夫の力は強かった。
翌2月同芝居『妹背山婦女庭訓』の番付にも「庄次郎事鶴澤伝吉」とあり、前月に引き続いての襲名披露となった。綱太夫の役場は「芝六住家の段 切」と「山の段　大判事」であり、これが三代目伝吉の襲名披露狂言となる。正月2月と伝吉の名前は上2枚目であったが、3月以降の番付では四代目綱太夫の太夫付となっている。
本来であれば、師匠と同様に豊吉から伝吉が襲名の順序であるが、四代目綱太夫が豊吉を飛ばし、いきなり伝吉を襲名させた。以降も、豊吉から伝吉が襲名されている。同年の見立角力では京江戸之分の大関に鶴澤伝吉が確認できる。
綱太夫の太夫付が続いたが、弘化4年（1847年）10月道頓堀竹田芝居『妹背山婦女庭訓』では三味線筆頭に昇格している（同芝居では初代豊澤團平らが豊竹三光斎の太夫付）。
嘉永元年（1848年）「当時名人太夫浄瑠理一本語てんぐ噺」という当時の太夫三味線の代表的な演目を見立てた番付には「伊賀越に誉れを残すかたきうち人のかゝみは岡崎のたん　竹本綱太夫　鶴澤伝吉」と記されている（『伊賀越道中双六』「岡崎の段」）。
嘉永5年（1852年）8月京寺町道場南新小屋『義士伝秋鉢植』「植木屋の段」で竹本綱太夫他の掛け合いを弾いたのを最後に、綱太夫と別れる。綱太夫は大坂の新築地清水町浜小家の芝居（天保の改革による移転中の文楽の芝居）へ向かったが、伝吉は京都に留まった。
嘉永6年（1853年）正月京寺町寅薬師『ひらかな盛衰記』三段目で竹本老松軒の太夫付で鶴澤伝吉がいる。同年9月四条北側大芝居の二代目津賀太夫改竹本山城掾藤原兼房の受領披露公演に上二枚目で出座。文久2年（1862年）正月四条南側大芝居『義経千本桜』他の三味線筆頭に鶴澤伝吉。同芝居で万八改二代目鶴澤吉左衛門の披露が行われている。同年の見立番付では「差添人 京 鶴澤伝吉」となっている。
門弟の二代目豊吉が元治元年（1864年）4月に四代目伝吉を襲名していることから、既にこの頃五代目鶴澤友次郎を襲名していた。同年の見立番付「三都太夫三味線操見競鑑」には「頭取　鶴澤伝吉」「西小結　鶴澤豊吉」とそれぞれあるが、改版では「頭取　伝吉改鶴澤友次郎」「西小結　豊吉改鶴澤伝吉」となっており、同年に襲名が行われたことが確認できる。『増補浄瑠璃大系図』には「延元年庚申師匠友治郎事故人となる師存命中より譲り渡す約束有て門弟中も承知の上慶応二年丙寅年鶴澤友治郎と改名三府は申に不及他国迄も披露を致す是五代目相続也」とある。芝居へでの襲名披露は、慶応2年（1866年）6月四条北側大芝居『お染久松　野崎村」で七代目竹本咲太夫を弾いた。別版の番付には伝吉事鶴澤友次郎とある。
慶応3年（1867年）6月四条道場芝居『木下蔭狭間合戦』では三味線筆頭に鶴澤友次郎がおり、鶴澤亀助事三代目鶴澤豊吉の襲名披露が行われている。以降も、七代目咲太夫を弾く番付が確認できる。
明治改元後も京都に留まったが、『野澤の面影』によれば、明治6年（1873年）より五代目豊竹巴太夫（後の初代柳適太夫）を弾く。巴太夫に従い、同年11月道頓堀竹田芝居太夫竹本山四郎の芝居に出座。筆末のハコに入っている。三味線筆頭は初代鶴澤清六である。明治7年（1874年）7月まで出座した。同年10月上旬に巴太夫・友次郎が名古屋の首振り芝居に出座。翌、明治8年（1875年）四月道頓堀竹田芝居に戻り、筆末に座る。翌5月まで出座し、五代目春太夫・初代團平が文楽座を退座したタイミングで、同年9月松島文楽座にて庵格で「スケ 三味線鶴澤友治郎」として文楽座に初出座。同じく文楽座へ移った五代目豊竹巴太夫（後の初代柳適太夫）の『義経腰越状』「泉の三郎館の段 切」を弾いた。翌明治9年（1876年）1月まで出座した。明治11年（1878年）に巴太夫と東京に下る。明治12年（1879年）帰阪し、正月道頓堀角丸芝居で箱書きの三味線筆頭。同年3月まで出座した。同年5月名田呉田長尾席の素浄瑠璃興行の番付に「友次郎改メ五代目野澤喜八郎」とある旨が『野澤の面影』に記されている。
明治13年（1880年）に最初の師名である野澤喜八郎を五代目として襲名（一般的に五代目喜八郎襲名を明治13年とするが、前述の通り明治12年）。改名に際し「世の春をよそに見る迄　としを経て　もとの野澤にすむ　かはづ哉　野喜自詠」と詠んでいる。
『義太夫年表明治篇』は、五代目鶴澤友次郎欄に「師三代喜八郎の遺言で四代襲名と決定した時同門の高弟野澤庄次郎が四代目を相続出来ないことを深く恥じ切腹自殺したのに同情し其墓前に四代喜八郎を贈り号とし十四年三月友次郎を五代野澤喜八郎と改名」と記し、四代目喜八郎が空席であり、襲名できないことに恥じ切腹した同門の野澤庄次郎に追贈したことなっている。また、三宅周太郎も『定本文楽の研究　続』に同様の話を記す。「この五代目（友次郎）は初め野澤喜八郎の門弟だつた関係上、その三代目喜八郎の死後、遺言によつて四代目喜八郎を襲名必要に迫られた。愈々それが決定した時、三代目喜八郎の高弟野澤庄次郎なる者が、自分が四代目を相続出来ぬのを恥ぢ、憤りして切腹して死んだ。（これは明治八九年頃と見ていゝ。）そこでこの五代目は驚き、且つ同情して、右の庄次郎の葬つてある縄手門前？の寺へ行るて、その墓前で心から供養と謝罪とを兼ねて行つた。そして四代目喜八郎の名をその庄次郎の墓に供へて後、自分は改めて五代目鶴澤友二郎を襲名した」雑誌『文楽』の昭和13年（1938年）3月号「鶴澤宗家の歴史」の五代目友次郎欄にも「最初三代野澤喜八郎の門弟なりし関係にて、三代喜八郎の遺言を立て四代喜八郎を相続せねばならぬ義理となり、愈々四代襲名と決定せし時、同門の高弟野澤庄次郎なる者、四代相続の出来ざるを深く恥ぢ、終に切腹自殺して相果つ、是を痛く同情し、其墓前に四代喜八郎を贈り號となり、明治十四年三月一日を以つて五代友次郎を改め五代野澤喜八郎を襲名し野澤家三代四代の故人へ対する因縁義理を相立て、再度鶴澤家の五代を相続せらる」とする。このため、友次郎は同門の野澤庄次郎の切腹を深く悼み、同情し、その墓前に四代目喜八郎を追贈したとする。しかし、『野澤の面影』によれば、四代目喜八郎は「四代野澤喜八郎略歴（通称橋下）　幼名野澤金蔵ト呼ビ三代野澤喜八郎門人ナリ後年三代野澤吉五郎ト改メ更ニ師名相続四代野澤喜八郎トナル但シ吉五郎ト成リ又喜八郎ヲ相続セシ年月等不明ナリ尚芝居出勤モ京都斗リニテ大阪ヘハ出勤ナカリシモノト思ハレル」とあり、四代目喜八郎は空席ではなく、『義太夫年表近世篇』が記すところの不幸な事件もない。
一方で、この喜八郎名跡に絡む同様の野澤庄次郎の切腹事件が、四代目喜八郎ではなく、六代目喜八郎の襲名問題で起こり、その原因が五代目友次郎の「意地悪と差別的言辞」にあるとする話が、石井琴水の『伝説の都 鴨東鴨涯の巻』「庄次郎の憤死」に収録されている。話は、明治14年（1881年）同年12月四代目野澤吉兵衛の急死後、吉兵衛名跡についての争いが門弟の二代目野澤勝市、五代野澤吉彌の間で発生したことに始まる。そこに、喜八郎が仲裁に入り、勝市には吉兵衛よりも元祖名の喜八郎の名前が上であるとし野澤の元祖名である喜八郎の六代目を、吉彌には吉兵衛の五代目をそれぞれ襲名させることで決着を見たため、自身は元の五代目友次郎へと復した。一見、名裁きであるように思われるが、野澤喜八郎の六代目を相続するべき人は、四代目喜八郎の門弟三代目野澤庄次郎であったため、不幸な事件が起こった。
「大黒町へ戻ると、其町の古門前の東北角に三代目野澤庄次郎が憤死した跡がある。それを説く前に、建仁寺町の四條下ルに住んでゐた浄瑠璃三絃近世の名人五代目鶴澤友次郎の事から記さねばならぬ。
　友次郎は、通称を建仁寺町の師匠と云って、明治廿年前後に於ける京阪の三絃界に大磐石の重きをなしてゐた。彼は夙に一家をなし、既に盛名を馳せてから芝居を引退して、その晩年は其所に素人相手の余世を送る中、素義の中から新京極の十六・先斗町の瓢吾・祇園町の現長と井筒の紫騰・河原町の大笑等幾多の大家の出す外、月の半は灘の酒造家嘉納の総本家（其家の主人は號を柳適と云ひ、後に五代目巴太夫となつて斯界に重きをなした人）へ稽古に行ったり、又は竹本山城掾（後に三四郎）の相三味を勤めたりしてゐたが、腕と位置は二代目豊澤團平（清水町）や五代目豊澤廣助と堂々伍列する程だから、近世の名人と云はれた竹本摂津大掾・竹本大隅太夫（先代）ですら、京都へ興行に来ると必ず何分の挨拶をするが、其時は二人ながら毎も彼の威に打たれて敷居越しでなければ詞を取り交はなかったと云ふ。
　彼は明治十三年「世の春をよそに見るまで年を経て、もとの野澤にすむかはづ哉」と詠じ、幼少時代の師匠野澤喜八郎の名跡を相続して五代目となったが、その翌年の十二月に四代目野澤吉兵衛が祇園町の井筒に寄宿中、突然発病し、駕で十三里に道を帰阪後間もなく死んだ事から、その弟子の勝市（二代目）と吉彌（五代目）とが、激しい相続争ひを仕出来して、何時果しがつくやら分からなかった。それを彼が仲裁に入つて、時のはずみから六代目喜八郎を勝市に与へ、五代目の吉兵衛を吉彌に継がす約束を、ツイウカウカとして了つて、自分は早速元の友次郎に還つて其場を漸く丸く納めたが、これが後に一場の悲劇を醸すとは知るや知らずや。元来六代目の喜八郎を襲名する者は、順序から行くと、四代目喜八郎の高弟野澤庄次郎である。友次郎はそれを忘れてゐなかつたが、物の行き掛り上、あとは何うにかあらうと、ホンの一時逃れに云つた事を勝市は眞に受けてゐる。此方には庄次郎が待ち受けてゐる。サア了つたと気の着いた時は既に遅い！
　当時庄次郎は確かに腕もあり、それ相当の年配で今それを襲名しても決して恥づる所はないが、その名跡を先輩の名人たる建仁寺町が預り、自らも遺言通にそれを襲いでゐるから、無理に欲しいと云へた義理でない。所が幸ひにも建仁寺町は、元の友次郎に復したので、さうした譯のある事とは知らず、喜び勇んで早速襲名を願ひ出ると、『フフン』と建仁寺町は気のない返事。それで彼は今日御機嫌が悪いのであらう、また機会を見計らつて出直さうと、其後に建仁寺町の門を叩く事幾度か数知れないが、毎も『ウン』と頭を縦に振つてくれないので、彼はその都度、まだ自分の腕が至らぬからであらうと、毎日火のでるやうな稽古をし、モウこれなら大丈夫
許してくれると思つて、或る日、三味線を聞いて貰つた後、ソツと顔色を窺ふと、
『ウン、腕は仲々よくなつたな。』
『ええッ、そんならモウ師匠のお名前を頂けますか。ヤレヤレ嬉しや……。』
『イヤイヤまだその喜びはチト早い！』
『するちうと、まだこの腕では？』
『さう云ふ譯ではないが……。」とヂレンマに罹つた苦し紛れに、
『お前には、何うしてもこの大切な名跡を譲る事は出来ぬ、喜八郎の名前は勿体なうてお前に与へる事は出来ませぬぢやて。』
『ヘイするちうと私しが師匠のお名前を汚すとでも思し召しますか……。』
『ウン、さうぢや。」と平生の意地くね悪い性質を丸出しにして、到頭、
『元来お前はんは若竹町の生れぢやからな。それに小屋者の子伜と云ふ事を忘れて、よくも厚かましう那麽事が云へたものぢや。』と罵倒した。
庄次郎はその時、グワンと鉄槌で脳天を一撃されたやうに、クラクラとした。开して、ハラハラと熱い涙を零した。その涙は直ちに悲憤の涙となつたが、云はるる通り自分は事実卑しい者の子伜である。如何に腹が立つても建仁寺町は先輩である。師匠なき後の師匠代りである。当時格道の掟として、長上の詞は盤石よりも重かった。心には泣き悲しみながらも、『へー。』と云つて涙を呑んで引き下がつたものの、若竹町の生まれと差別され、小屋者の倅と侮辱された事が無念で心外で堪らず、俺は何んでそんな者の腹から生まれたのかと思ふと口惜いて口惜いて独りで自分の親を恨みたくなる、イヤ世が呪いたくなる。
　その鬱憤、その怨みは心根に徹して、夜は寝ても寝つかれず、翌日もまた歯を食いしばり、髪の毛を掻き毟つて、悶えに悶え、遂に気が変になつてその二日目の夕方、己が自宅である縄手通古門前の角で、親重代の日本刀を取り出し、それで美事に腹を掻き切つて死んだ。
　この事が後で知れると忽ち大騒ぎとなつた。その建仁寺町の腕と位置とには誰しも敬服する所だから、仲間の者は、蔭でその意地悪と差別的言辞を憎み、非常に憤慨はしても、誰一人面と向かつて罪を責る者がない。雖然、友次郎は遉に心中大いに恥ぢる所があり、良心の呵責に耐えかねて、早速死人を念比に葬り、勝市には、六代目喜八郎の襲名を断念さし、自殺した庄次郎の下弟子であるが、当時竹澤弥七（先々代）の弟子となってゐた喜代七を呼び戻し、これを三代目庄次郎の養子と云ふ事にして、金吾・音吉と矢継早の改名をさし、更に四代目庄次郎として、开して、明治二十八年五月二十三日に七代目の喜八郎とした。それが後に通称を門前の師匠と云われた人である。
　名は實の賓なり、浄瑠璃道に於て故人先輩は斯くの如くに貴んだが、それが今や売名策の一とし、甚だしきに至つては之を興行政策の一ツとしてゐる。その例、現今の文楽座に多く見る所であるが、實に嘆かはしい次第ではないか。（因に友次郎の墓は普通鳥辺山の本寿寺とされてゐるが実は骨屋町馬町下ル称名寺、庄次郎の墓は松原通東大路入日體寺にある）」
本来庄次郎が相続すべきところの六代目喜八郎を二代目勝市に襲名させるとしたことを庄次郎当人に言えず、実力や生まれを言い立て罵ったため、庄次郎が切腹する不幸な事件が起こってしまった。しかし、二代目勝市は六代目喜八郎の襲名を断念することなく、明治16年（1883年）に六代目喜八郎の襲名を襲名し、明治18年（1885年）に没している。喜八郎であった期間が短いため、そのような記述となったか。また、七代目喜八郎はこの通り、切腹した三代目庄次郎の門弟を五代目友次郎が取り立て、四代目庄次郎を襲名させたのち、七代目喜八郎を相続させている。このため、野澤吉彌⇒野澤吉兵衛、野澤勝市⇒野澤喜八郎と友次郎が整理したものの、自身の失態により、野澤喜八郎は野澤勝市から野澤庄次郎のラインに戻ったため、三代目野澤勝市は野澤喜八郎が襲名できず、摂津大掾の勧めもあり、初代野澤喜左衛門を名乗ることとなった。
明治14年（1881年）4月京四条北側大芝居で東京の四代目播磨太夫を弾く。
明治26年（1893年）3月御霊文楽座に四代目播磨太夫と共に出座。播磨太夫の名の上に東京下りとある。友次郎は筆下別ハコに位置している。播磨太夫と友次郎の役場は切狂言の『博多織戀オモニ（金へんに荷）』「柊屋の段」である。同年4月同座では友次郎のハコの上にスケと記されている。播磨太夫・友次郎の役場は『卅三間堂棟由来』「平太郎住家の段」である。これが大阪での最後の舞台となった。
明治28年（1895年）8月4日に死去。行年81歳。戒名は観譽紫連寿翁禅定門。

墓所は京都鳥辺山本寿寺。

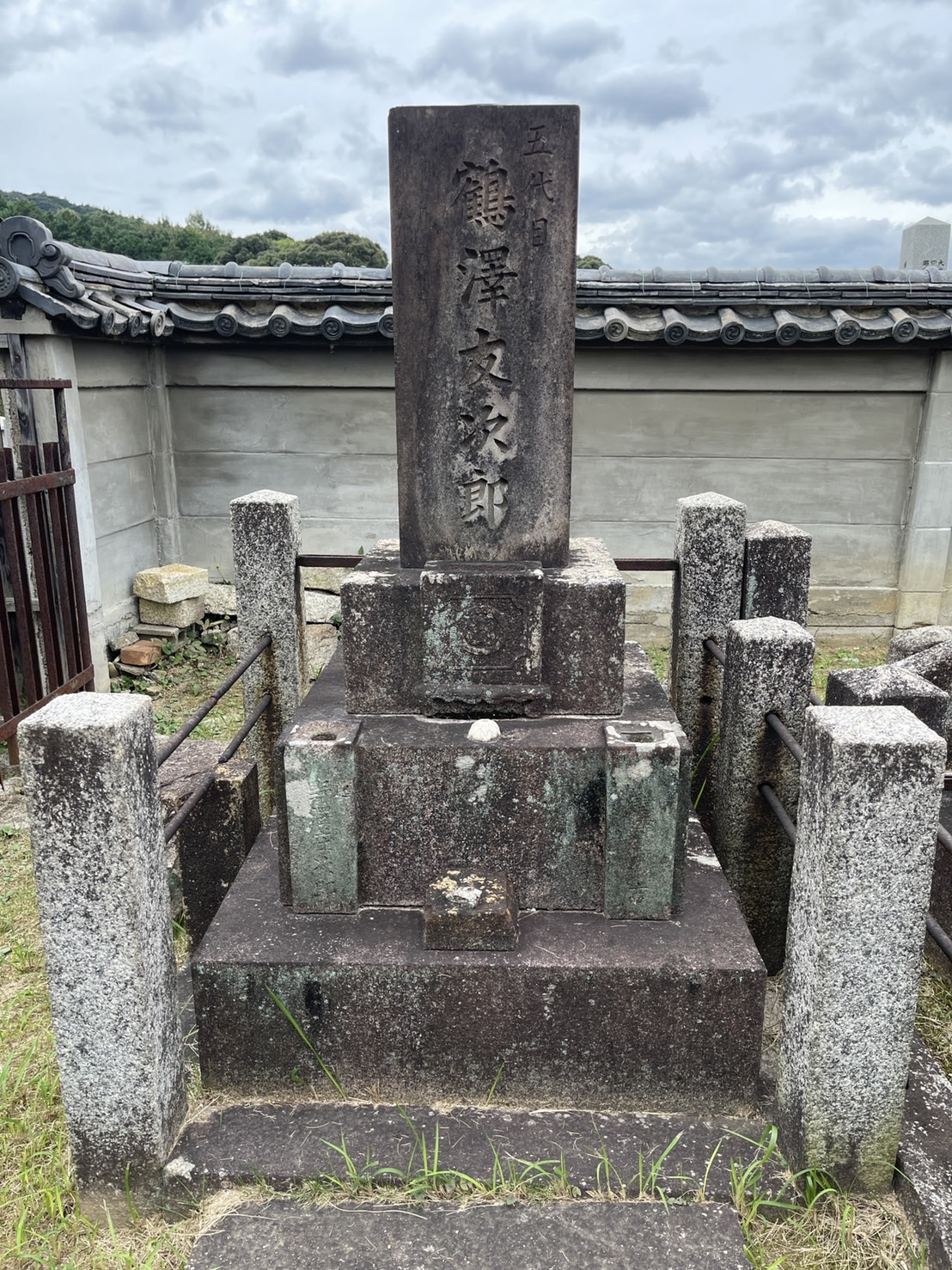
五代目鶴澤友次郎の墓

『増補浄瑠璃大系図』五代目友治郎の項に、鶴澤友治郎の名前系図をまとめた一巻の写しが記載されている。
前文
抑鶴澤氏友治郎之名義たるや其由来此巻に判然として三二検校に始ると云り頗三弦の妙手にあらざれば此名跡を継を許さゞるを確き則とす爰に五代の鶴友此道の至妙を極めて佳名天下に冠たるは普く人の知る所なれば今之を挙ぐるに及ばず俗称は清水氏にして京都祇園町縄手の角邸に占居す今度野澤喜八郎が名を引起せしは鶴野両氏の師恩を貴に重ずる所以なり鶴友は予が竹馬にして情最も厚きを以て序を需るに応ず
明治十五年　十二月　少天狗喜西 印
寄三弦祝
弾ならず三筋の糸の末長く
千代の色音や万世の友
キハチの三字を五七五の頭に冠らしめて
きよく咲しはなは実となる
ちからあり
友治郎系譜
初代鶴澤友治郎　前名三二盲人也
二代同　　　　　初代文蔵児島屋
三代同　　　　　初代清七松屋
四代同　　　　　初代豊吉籠島屋
五代同　　　　　初代小庄当代也
一、鶴澤友郎（※ママ　鶴澤友治郎）は前名三二と云し御人正徳享保の頃盛んにして鶴澤の元祖也寛延二年七月に命終当明治十三年庚辰年迄百三十二年に成此名前殊の外大切なり容易に相続すべからず弟子共芸道相応に相成相続致度節は大坂表三味線の長たる人に相談の上相続すべし未熟の芸にて気儘に相続決て不相成又他人たり鶴澤家にて時に応じ芸道上達人名前所望致候節は譲るべし併相続後勝手に外々へ名前譲り候事無之様弟子共より相守可申又名前相続人無之節は弟子中え名前預り相守可申事。此外に野沢家濫觴之事実有之候得共是は野澤系譜に出せば略之師恩貴きもの皆人の知る処にして五代友治郎其恩報の志有て四代友治郎に生国魂精鎮社え納て神号を頂く　宇知昇佐保幸神（ウチノポルサホサキノカミ）四代目友次郎
『野澤の面影』には
五代野澤喜八郎事　五代鶴澤友次郎略歴（通称：建仁寺町）文化十二年京都ニ産レ本名清水友次郎と云フ幼ニシテ三代野澤喜八郎門下トナリ野澤小庄ト呼ブ文政十三年十五歳ニテ二代鶴澤傳吉（後ノ四代友次郎）門下トナリ鶴澤庄次郎ト改姓ス、弘化元年正月四代竹本綱太夫引立ニテ師ノ前名ヲ譲リ受ケ三代鶴澤傳吉ト改ム（師四代友次郎萬延元年逝去ス）慶応二年十一月再ビ師ノ名跡譲受五代友次郎ヲ相続ス、後年京都ヘ引退シ明治十三年
世の春をよそに見るまでとしを経て
もとの野澤にすむかはづ哉
ト詠ミ幼師ノ名跡五代野澤喜八郎ヲ相続ス、明治十四年十二月四代野澤吉兵衛歿後名跡相続ニ就テ二代野澤勝市、五代野澤吉彌、両人の間ニ問題発リシ時仲裁人トナリ即チ二代勝市ニ六代野澤喜八郎ヲ與ヘ五代吉彌ハ五代野澤吉兵衛ヲ相続ト見事ナル裁キニテ目出度納マリ自身ハ再ビ五代鶴澤友次郎ニ復帰シ明治二十八年八月四日逝去ス
法名　観譽紫連寿翁禅定門　俗名　清水友次郎
京都鳥辺山本寿寺ニ葬ル　行年　八十一歳
とある。

## 六代目
（明治7年（1874年）1月7日 - 昭和26年（1951年）10月8日）本名は山本大次郎。
京都東洞院五条の生まれ。父は鶴澤大造。10歳で七代目鶴澤三二の弟子。後大阪に出で5代目豊澤広助の門下で小庄。1889年に竹本さの太の相三味線を務め、1893年に父の名2代目大造を襲名。1898年に4代目豊澤猿糸を襲名。1912年に6代目友次郎を襲名。長らく3代目竹本津太夫の相三味線を務めた。
弟子の5代目鶴澤燕三によると、当時としては口ぜいたくな人で、普段の食事も洋食を好み、朝食はいつも小岩井のバターを塗ったトーストに紅茶だった。しかし舞台に上がる時の弁当は「お腹が空き気味でないと三味線を弾くのが苦しいから」と少しのご飯に醤油をかけた鰹節をのせたものだけで軽く済ませていたという。